# Paul Duchesne-Fournet
Paul Duchesne-Fournet, né le 20 mai 1845 à Lisieux (Calvados) et mort le 30 novembre 1906 à Lisieux, est un homme politique français.

## Biographie
Propriétaire d'une filature, il est conseiller général du canton de Blangy. Il est député du Calvados de 1881 à 1881 et sénateur de 1894 à 1906, siégeant au centre gauche, au groupe de la Gauche républicaine. Il est le père de Jean Duchesne-Fournet, explorateur, et de Pierre Duchesne-Fournet, député du Calvados.

## Sources
- « Paul Duchesne-Fournet », dans Adolphe Robert et Gaston Cougny, Dictionnaire des parlementaires français, Edgar Bourloton, 1889-1891 [détail de l’édition]
- « Paul Duchesne-Fournet », dans le Dictionnaire des parlementaires français (1889-1940), sous la direction de Jean Jolly, PUF, 1960 [détail de l’édition]